# Ani-Kuri 15
Pour les articles homonymes, voir Kuri (homonymie).
Ani-Kuri 15 (アニ＊クリ15) est une série de 15 courts métrages d'animation japonaise d'une minute diffusée sur la chaîne japonaise NHK courant 2007 et découpée en trois saisons de cinq épisodes.

## Liste des courts métrages

### Saison 1
- "Attack of Higashimachi 2nd Borough" par Shinji Kimura (Studio 4 °C)

- "From the Other Side of the Tears" ("Namida no Mukou"?) par Akemi Hayashi (Gainax)

- "Blaze Man" ("Hyotoko"?) par Yasufumi Soejima (Gonzo)

- "Sancha (The Aromatic Tea) Blues" par Osamu Kobayashi (Madhouse)

- "Invasion from Space - Hiroshi's Case" ("Uchujin Raikou Hiroshi no Baai"?) Shoujirou Nishimi (Studio 4 °C)

### Saison 2
- "Project Mermaid" par Mamoru Oshii (Production I.G)

- "Yurururu ~Nichijou Hen~" par Kazuto Nakazawa (Studio 4 °C)

- "Gyrosopter" par Range Murata et Tatsuya Yabuta (Gonzo)

- "Wandaba Kiss" par Atsushi Takeuchi (Production IG)

- "Supaatsu Taisa" ("刺客來搜山了", Colonel Sports?) par Tobira Oda et Yasuyuki Shimizu (Studio 4°C)

### Saison 3
- "A Gathering of Cats" ("Neko no Shuukai"?) par Makoto Shinkai (Comix Wave Film)

- "Princess Onmitsu" ("Onmitsu Hime"?) par Mahiro Maeda (Gonzo)

- "Okkakekko" par Michael Arias (Studio 4 °C)

- "Project Omega" par Shoji Kawamori (Satelight)

- "Good Morning" ("Ohayō"?) par Satoshi Kon (Madhouse)